# Montbrugós
El Montbrugós és una muntanya de 356 metres que es troba al municipi de Sant Iscle de Vallalta, a la comarca del Maresme.